# Indítási ablak
Az indítási ablak az űrhajózásban használt kifejezés, arra a behatárolt időszakra vonatkozik, amikor az adott űreszköz indítható, hogy elérje a számára tervezett pályát illetve pozíciót.
Az indítási ablak egy időbeli korlátot jelent, ami többnyire a felhasználható, illetve rendelkezésre álló hajtóanyag mennyiségéből adódik.
Időtartama a konkrét küldetés pályájától függ, lehet néhány nap, de akár néhány óra is.
Az indítási ablak letelte után (vagy előtt) indítva az adott űreszköz nem tudja elérni a kívánt pozíciót. Az indítás meghiúsulása esetén új pálya számítására és új indítási ablak kitűzésére van szükség. Példaként a Mars elérésére a Földről a Hohmann-pálya ad arra lehetőséget, hogy a felhasznált üzemanyag minimális legyen, azonban a kedvező indítási ablakok között 26 hónapnyi különbség van.